# Girl Gone Wild
"Girl Gone Wild" je pjesma američke pjevačice Madonne objavljena 2. ožujka 2012. kao drugi singl s dvanaestog studijskog albuma MDNA (2012.). Madonna je u srpnju 2011. započela raditi na materijalima za album. Tada je radila s producentom Benny Benassiem. Benassi je napravio nekoliko demosnimki, poslao ih Jenson Vaughan, koji je napisao tekst, te su zatim to poslali Madonni. Iz ovoga je nastala i pjesma "Girl Gone Wild" te je uvrštena na album.
Glazbeno, "Girl Gone Wild" je srednje brza dance pjesma s utjecajem electra i housea, te je slična Madonninim prethodnim singlovima poput "Music", "Hung Up" i "Sorry". Nakon što je pjesma objavljena, Joe Francis, osnivatelj istoimene franšize, zaprijetio je Madonni tužbom ako ne promijeni naziv pjesme i izvede je na Super Bowlu. Madonnin tim je poručio kako Madonna ne zna ni za Francisa ni za tužbu, te da se postoje nekoliko pjesama drugih izvođača s istim nazivom.
Kritičari su dali raznolike komentare. Hvalili su kompoziciju, ali su kritizirali sličnost s pjesmama Britney Spears i Ushera. Nakon što je objavljena, pjesma je dospjela na 47. mjesto Canadian Hot 100 i na šesto mjesto Billboard Bubbling Under Hot 100 Singles. Pjesma je debitirala na 38. mjestu Pop Songs zbog radijskog emitiranja, te je to bio prvi Madonnin album nakon Music koji je imao dva singla na ljestvici. Također, singl je dospio na vrh Hot Dance Club Songs, postao 42. Madonnin broj 1 singl na toj ljestvici i dodatno učvrstio položaj Madonne kao vodećeg izvođača s najviše brojeva 1 na toj ljestvici.
Crno-bijeli video su režirali Mert and Marcus, te je video objavljen 20. ožujka 2012. Kritičari su hvalili video, posebno za uređivanje, koreografiju, smjelost i Madonnin izgled. Kritičari su primijetili kako je Madonna inspiraciju pronašla u svojim vlastitim videima poput onima za pjesme "Erotica", "Justify My Love", "Human Nature" i "Vogue". Pjesmu je korisitla kao uvodnu pjesmu na MDNA Tour.

## Pozadina
Još u prosincu 2010. Madonna je napisala na svoju Facebook stranicu: "Sad je službeno. Moram se kretati. Moram se znojiti. Moram napraviti novu glazbu. Glazbu na koju mogu plesati. Tražim majluđe, najbolesnije i najopasnije ljude za suradnju...." Madonnin menadžer, Guy Oseary, je 4. srpnja 2011. objavio kako je Madonna počela snimati novi dvanaesti studijski album. Madonna je zatim pozvala glazbenog producenta Benny Benassia za zajedničku suradnju. Benassi je u to vrijeme radio na izdavanju svog četvrtog studijskog albuma Electroman kada je Patrick Moxey, producent iz diskografske kuće Ultra Records, izjavio kako bi Bennassi "dobro radio s jednom od najvećih američkih zvijezda". Nekoliko demosnimki je zatim poslano tekstopiscu Jenson Vaughanu, koji je bio "zaintresiran njegovim tekstom". Nakon što su ih obradili, demosnimke su vratili diskografskoj kući koja ih je kasnije poslala Madonninom menadžeru Guyu Osearyu. Oseary je zatim komentirao kako su se Madonni jako svidjele demosnimke, te da je bila oduševljenja radom Benassija. Zatim je otputovala u London kako bi snimila nekoliko demosnimki s Bennyjem u Alleom Benassijem, te su iz toga proizašle dvije pjesme koje su se našle na albumu, "Girl Gone Wild" i "I'm Addicted". Dan nakon Madonninog nastupa na Super Bowlu, pjevačica je u jednom razgovoru otkrila da će "Girl Gone Wild" biti objavljen kao drugi singl s albuma. Također je demantirala glasine da će se na albumskoj verziji pojaviti i pop pjevačica Britney Spears. Naslovnica singla, koja prikazuje Madonnu samo u donjem rublju, dobila je pozitivne komentare iz Entertainment Weekly, koji su napomenuli kako ona "nosi donje rublje bolje od većine žena koje imaju uopla godina kao ona". Daily Mail je rekao kako je za očekivati da ona nosi tako oskudnu odjeću nakon što je u više navrata pjevala o seksu u pjesmama poput "Like a Virgin", "Justify My Love" and "Erotica"."

## Komentari kritičara
"Girl Gone Wild" su producirali Madonna, Benny Benassi i Alle Benassi. Pjesma je opisana kao party pjesma srednjeg tempa s elementima disco dancea te sličnog zvuka kao pjesme s Madonninog desetog studijskog albuma Confessions on a Dance Floor (2005). Keri Mason iz Billboarda kaže kako je pjesma "nevjerojatno plesna, ali sa snažnijim electro nego house utjecajem", dok je MSN Music smatra "zabavnom i lepršavom pjesmom" albuma. Jason Lipshitz iz Billboarda kaže da "Girl Gone Wild" "nije besmislena eletropop pjesma, te podsjeća na Madonnin singl iz 2005. "Hung Up".
Robbie Daw iz Idolator je imao različite komentare kazavši: "Madonna radi ono u čemu je najbolja: zahuktava atmosferu na plesnom podiju", ali da je pjesma "puna seksualnih pop klišeja". The New York Observer je pjesmu usporedio s njezinim singlom "Music" ali je dodao kako je "Madonna onda bila dvanaest godina mlađa te time mnogo uvjerljivija u glumljenu 'zločeste djevojke'... možda je vrijeme da proba sasvim nešto drugo?" Pop Crush je pjesmi dodijelio dvije od pet zvjezdica. Nisu zadovoljni glazbenom kompozicijom pjesme te da je to "prava klupska pjesma s novog albuma koja se potpuno uklapa u suvremenu dance-pop glazbu", ali da je tekst dosta "reduktivan" te da je jako slična Usherovom singlu "DJ Got Us Fallin' in Love".

## Komercijalni uspjeh pjesme
"Girl Gone Wild" je objavljen kao drugi singl s albuma 2. ožujka 2012. Pjesma je poslana u digitalnom izdanju na iTunes, te je dostupna samo u Sjedinjenim Državama, Kanadi i Meksiku. Sljedeći tjedan je debitirala na američkoj i kanadskoj ljestvici singlova. Iako pjesma nije uspjela ući na glavnu Billboard Hot 100, dospjela je na šesto mjesto Bubbling Under Hot 100 ljestvice s prodanih 22.000 digitalnih primjeraka. Na Canadian Hot 100 je pjesma debitirala na 83. poziciji.

## Kontroverze oko naziva pjesme
Oko pjesme "Girl Gone Wild" je 4. veljače 2012. izbila mala kontroverza jer je prvotni naziv pjesme bio "Girls Gone Wild". Joe Francis, poznat po istoimenoj franšizi, zaprijetio je Madonni tužbom ako bi ona zapjevala tu pjesmu na Super Bowlu. On tvrdi da je prekršen federalni i državni zakon o zaštiti naziva proizvoda tako što je ne samo korišten naziv Girls Gone Wild, nego što se taj naziv koristi i za promociju njezinih glazbenih uradaka. Ali NFL je objavio kako Madonna neće pjevati tu pjesmu na Super Bowlu. Patrick Moxey iz Ultra Recordsa je prokomentirao kako Francis želi samo medijsku pažnju, te je rekao: "Pogledao sam ASCAP, i primijetio kako postoji približno 50 pjesama s tim nazivom 'Girls Gone Wild'. Taj čovjek si daje puno važnosti."
Nakon toga, naziv pjesme je izmijenjen u jedninu "Girl Gone Wild". Francis je to prokomentirao: "Očito da njezina izdavačka kuća želi izbjeći tužbu zbog pjesme... Ali [novi naziv] to je i dalje prekršaj po zakonu, te smo u kontaktu s Madonninim ljudima kako bi razješili ovaj problem." Također je rekao da će pokrenuti pravne postupke ako se ne naprave veće promjene u nazivu. Francisov odvjetnik tvrdi da on, Francis, ima zaštićeno ime i u jednini kao brend.
Madonnin menadžer, Guy Oseary, je kasnije porekao da su mijenjali naziv pjesme zbog Francisa, kazavši: "Radili smo na završavanju albuma tjednima, i odlučili se promijeniti riječ u 'Girl' jedininu jer tako Madonna pjeva u pjesmi." Oseary je također komentirao kako postoji nekoliko pjesama s nazivom "Girls Gone Wild" na iTunesima, te da Madonna nije znala za tužbu kao ni za Francisa prije nego što je on izjavio da će podići tužbu. Rekao je i da ta prijetnja tužbom nije utjecala na Madonnu kada je odlučila da ovu pjesmu neće izvesti na Super Bowlu.

## Glazbeni video
Za vrijeme jednog razgovora, Madonna je otkrila kako će se video za pjesmu "Girl Gone Wild" snimiti 17. veljače 2012. Potvrdila je da će redatelji videa biti francuski fotografi Mert and Marcus. Prije ovoga su zajedno radili na snimanju za američki časopis Interview te za naslovnicu njezinog albuma MDNA. Video s tekstom pjesme je objavljen na Vevo 27. veljače 2012. 9. ožujka su objavljeni kratki isječci videa u sveukupnom trajanju od 30 sekundi.

## Popis pjesama i formata
| - iTunes - Remixes single 1. "Girl Gone Wild" (Avicii's UMF Mix) — 5:16 2. "Girl Gone Wild" (Dave Audé Remix) — 8:05 3. "Girl Gone Wild" (Justin Cognito Remix) — 4:48 4. "Girl Gone Wild" (Kim Fai Remix) — 6:33 5. "Girl Gone Wild" (Lucky Date Remix) — 5:06 6. "Girl Gone Wild" (Offer Nissim Remix) — 6:49 7. "Girl Gone Wild" (Dada Life Remix) — 5:15 8. "Girl Gone Wild" (Rebirth Remix) — 6:49 | - CD singl 1. "Girl Gone Wild" — 3:43 2. "Girl Gone Wild" (Justin Cognito Remix) — 4:48 - Promotivni CD singl 1. "Girl Gone Wild" — 3:43 2. "Girl Gone Wild" (Dave Audé Remix) — 8:05 3. "Girl Gone Wild" (Justin Cognito Remix) — 4:48 |

## Uspjeh na ljestvicama
| Ljestvica (2012)        | Najviša pozicija |
| ----------------------- | ---------------- |
| Australija              | 93               |
| Austrija                | 62               |
| Belgija (Flandrija)     | 25               |
| Belgija (Valonija)      | 28               |
| Finska                  | 13               |
| Francuska               | 13               |
| Irska                   | 93               |
| Italija                 | 4                |
| Japan                   | 17               |
| Kanada                  | 42               |
| Mađarska                | 4                |
| Nizozemska              | 66               |
| Španjolska              | 7                |
| Švedska                 | 38               |
| Švicarska               | 29               |
| Ujedinjeno Kraljevstvo  | 73               |
| US Billboard Hot 100    | 106              |
| US Pop Songs            | 38               |
| US Hot Dance Club Songs | 1                |

| Država  | Certifikacija |
| ------- | ------------- |
| Italija | Platinasta    |

## Datumi objavljivanja
| Država            | Datum            | Format             |
| ----------------- | ---------------- | ------------------ |
| Kanada            | 2. ožujka 2012.  | Digitalni download |
| Meksiko           | 2. ožujka 2012.  | Digitalni download |
| Sjedinjene Države | 2. ožujka 2012.  | Digitalni download |
| Australija        | 19. ožujka 2012. | Digitalni download |
| Europa (osim UK)  | 19. ožujka 2012. | Digitalni download |
| Japan             | 19. ožujka 2012. | Digitalni download |
| Novi Zeland       | 19. ožujka 2012. | Digitalni download |
| Južna Amerika     | 19. ožujka 2012. | Digitalni download |

| Država            | Datum            | Format                |
| ----------------- | ---------------- | --------------------- |
| Sjedinjene Države | 27. ožujka 2012. | Contemporary hit      |
| Sjedinjene Države | 27. ožujka 2012. | Rhythmic contemporary |

| Država                 | Datum             | Format   |
| ---------------------- | ----------------- | -------- |
| Njemačka               | 27. travnja 2012. | CD singl |
| Ujedinjeno Kraljevstvo | 14. svibnja 2012. | CD singl |
| Francuska              | 14. svibnja 2012. | CD singl |